# Sphiggurus villosus
Sphiggurus villosus är en däggdjursart som först beskrevs av F. Cuvier 1823.  Sphiggurus villosus ingår i släktet Sphiggurus och familjen trädpiggsvin. IUCN kategoriserar arten globalt som livskraftig. Inga underarter finns listade i Catalogue of Life.
Artepitet villosus i det vetenskapliga namnet är det latinska ordet för hårig.
Detta trädpiggsvin förekommer i östra och sydöstra Brasilien. Habitatet utgörs av skogar vid Atlanten som kan vara ursprunglig eller återskapad. Arten hittas även i områden som ligger nära människans boplatser. Individerna är aktiva på natten, klättrar i träd och äter främst blad.